# 新斯涅日纳亚市镇
新斯涅日纳亚市镇（俄语：Новоснежнинское муниципальное образование）是俄罗斯联邦伊尔库茨克州斯柳江卡区所属的一个市镇。其下辖有4个居民点，行政中心为新斯涅日纳亚。据2016年统计，该市镇的人口为686人。